# جاده مونت پلزنت
جاده مونت پلزنت (انگلیسی: Mount Pleasant Road) یک شاهراه بزرگ شریانی در تورنتو، انتاریو، کانادا است. این خیابان از خیابان جارویس در جنوب خیابان بلور در شمال تا گلن اکو درایو امتداد می‌یابد.